# 얀 포플루하르
얀 포플루하르(슬로바키아어: Jan Popluhar, 1935년 8월 12일 ~ 2011년 3월 6일)는 체코슬로바키아의 전직 축구 선수로, 포지션은 리베로였다. 성별이 남자임에도 불구하고 부드러운 성격 때문에 "여자"(bimbo)라는 별명을 얻었다.

## 선수 경력
포플루하르는 고교 시절 RH 브르노에서 축구를 시작하였다. 1955년 ŠK 슬로반 브라티슬라바에서 성인 클럽 데뷔전을 치렀다. 2년 동안 국방의 의무를 다하기 위해 루다 흐베즈다 브르노에서 뛰었고 제대 이후 ŠK 슬로반 브라티슬라바로 돌아와 10여 년을 뛰었다. 리그 우승 2회(1962년, 1963년)를 이루어낸 그는 1963년 잉글랜드 축구 협회의 창립 100주년을 기념하기 위해 열린 경기에서 알프레도 디 스테파노, 푸슈카시 페렌츠, 에우제비우 등과 함께 세계 올스타팀에 뽑혀 잉글랜드 올스타팀과 경기를 했다. 1965년에는 체코슬로바키아 올해의 축구 선수상을 수상하였다.
1969년 올랭피크 리옹으로 이적, 1년간 뛰고 1970년 즈브로요프카 브르노에 입단한 후 1972년 오스트리아의 아마추어 클럽인 비너 스포트클럽에서 선수겸 감독을 지낸 후 1979년 은퇴하였다.
그는 체코슬로바키아 축구 국가대표팀의 일원으로서 활약하기도 했는데, 62경기에 나와 1골을 넣었다. 그는 1958년 FIFA 월드컵, 1962년 FIFA 월드컵(준우승)에 출전하였고, 1960년 유러피언 네이션스컵에 출전해 3위를 이끌었다. 그의 유일한 국가대표팀 득점은 1966년 6월 브라질에게 2-1로 이긴 경기에서 프리킥으로 넣은 골이었다.

## 은퇴 후
1997년 세계 페어 플레이상을 수상하였으며 2003년 슬로바키아 축구 협회로부터 UEFA 주빌리 어워드 수상자로 선정되었다.

## 수상

#### 슬로반 브라티슬라바
- 체코슬로바키아 컵 : 1962, 1963, 1968

#### 체코슬로바키아
- UEFA 유로 3위 : 1960
- FIFA 월드컵 준우승 : 1962

### 개인
- 체코슬로바키아 올해의 선수[1] : 1965
- 슬로바키아 역대 최고의 선수 선정 : 2000
- UEFA 주빌리 어워드[2] : 2003